# Sandi Metz
Sandi Metz es una programadora, autora, profesora y consultora especializada en el desarrollo y mantenimiento de aplicaciones a través del uso de programación orientada a objetos y refactorización. Oradora en conferencias internacionales desde el 2009, fue recompensada como Ruby Hero durante la RailsConf 2013.

## Enseñanza
Como desarrolladora ágil, Sandi Metz privilegia un acercamiento práctico al aprendizaje, guiando el descubrimiento de nuevos conocimientos mediante la presentación de ejemplos concretos de refactorización en un curso titulado Practical Object-Oriented Design Course y en el libro correspondiente.

### Reglas para desarrolladores
En 2013, introdujo un conjunto de cuatro reglas para desarrolladores destinadas a facilitar la puesta en evidencia de errores de diseño en el código fuente de aplicaciones. Si bien son extensibles a cualquier lenguaje de programación orientado a objetos, la formulación de esas reglas las hace particularmente adecuadas para aplicaciones escritas en Ruby y fueron adoptadas por equipos destacados de la comunidad de desarrolladores de ese lenguaje.

### Conjunto de principios TRUE
En su libro Practical Object-Oriented Design in Ruby Sandi Metz también introdujo un conjunto de cuatro principios, resumidos por el retroacrónimo TRUE, significando que el código debería ser transparente, razonable, usable y ejemplar con el objetivo de hacerlo mantenible, extensible, y susceptible de favorecer la transmisión de conocimiento entre desarrolladores.

## Publicaciones
- Practical Object-Oriented Design in Ruby: An Agile Primer, 2012